# PGC 1843133
LEDA/PGC 1843133 ist eine Spiralgalaxie im Sternbild Haar der Berenice am Nordsternhimmel. Sie ist schätzungsweise 684 Millionen Lichtjahre von der Milchstraße entfernt und hat eine Ausdehnung von etwa 170.000 Lichtjahren. Vom Sonnensystem aus entfernt sich das Objekt mit einer errechneten Radialgeschwindigkeit von näherungsweise 15.300 Kilometern pro Sekunde.
Nach Datenlage bildet sie gemeinsam mit PGC 1843743 ein gravitativ gebundenes Galaxienpaar, was auch die auseinandergezogenen Spiralarme erklärt.
Im selben Himmelsareal befinden sich unter anderem die Galaxien NGC 4448, PGC 40900, PGC 41014, PGC 1847234.